# 大奥 (2006年の映画)
『大奥』（おおおく）は、2006年公開の日本映画。東映・フジテレビ製作。主演は、仲間由紀恵。

## 概要
江戸時代の七代将軍徳川家継の世に起こった「絵島生島事件」を軸に、愛憎を交錯させた大奥の世界を描く。女優の衣装代に1億円をかけたことでも話題となっている。「大奥シリーズ」の完結篇としての製作であることが事前に発表されていた。
フジテレビで放送されたテレビドラマ「大奥」の集大成的な作品であるため、監督と脚本はそのままシリーズを担当した林徹と浅野妙子が担当し、テレビドラマ版に出演したキャストが多数出演した。2003年版の「大奥」からは、浅野ゆう子、鈴木砂羽、本田博太郎、原田龍二、井之上淳が、「大奥〜第一章〜」（2004年版）からは、松下由樹、高島礼子、藤田まこと、西島秀俊、山田夏海、「大奥〜華の乱〜」（2005年版）からは、谷原章介、平泉成、中山忍、徳井優、佐藤仁美、火野正平が出演した（大奥スリーアミーゴスの鷲尾真知子、山口香緒里、久保田磨希の3人も出演した）。1983年版からも杉田かおるが出演した。1983年版及び「華の乱」にも出演した江波杏子が出演し、1983年版及び「第一章～」にも出演した梶芽衣子はナレーションを担当する。「大奥スペシャル～幕末の女たち～」及び「第一章」にも出演した園英子、星野真里や、「第一章」及び「華の乱」にも出演したかとうあつきや、「大奥」「第一章」「華の乱」とシリーズ3作に出演した木下ほうか、山田明郷、北村一輝や「大奥」「第一章」に出演した小松みゆき、紅萬子、木村多江も出演し、シリーズの集大成らしさが窺える。また、女子アナ31名が出演することも話題になった。フジテレビからは平井理央、阿部知代、遠藤玲子の現役3名と2005年12月退社の千野志麻、そしてフジテレビ系列27局から各1名ずつである。
なお、映画本編やポスター、公式ウェブサイトやバナー画像のタイトルには『大奥』の他に『OH! OKU』と併記されたものが多い（100%ではない）。これは元となったテレビドラマとは異なる。

## あらすじ
時は江戸幕府7代将軍家継の時代、天下泰平のこの時代にも、幕府内部では熾烈な権力争いがおこなわれていた。2代にわたり将軍家に仕えて権勢を誇る側用人・間部詮房と老中たちの対立が表面化し、一方大奥でも先代将軍家宣の正室・天英院と側室で家継の生母である月光院の対立が激しさを増していた。
大奥総取締に就任した絵島は月光院の信任を得ており、その働きぶりは大奥で評判となるが、同時に月光院と対立する天英院派の反発を買うことになる。彼らは老中たちと手を組み、間部と月光院の排斥を画策していた。
そんな折、寺社詣の帰り道に歌舞伎観劇で、看板役者・生島新五郎と出会い惹かれるが、やがて彼らは江戸の大火を契機とした巨大な陰謀に巻き込まれていく。

## キャスト
- 絵島（大奥総取締）：仲間由紀恵
- 生島新五郎（歌舞伎役者）：西島秀俊
- 月光院（家継生母・先代御側室）：井川遥
- 間部越前守詮房（家継側用人）：及川光博
- 宮路（天英院付中臈）：杉田かおる
- 小萩（絵島付中臈）：麻生祐未
- 藤川（絵島付部屋方）：中山忍
- 法心院（先代御側室・蓮浄院付）：木村多江
- 葛岡（奥女中）：鷲尾真知子
- 吉野（奥女中）：山口香緒里
- 浦尾（奥女中）：久保田磨希
- 菊緒（上臈御年寄）：江波杏子（友情出演）
- 金子長十郎（歌舞伎役者）：北村一輝
- 懐月堂安度（浮世絵師）：谷原章介
- 谷口新八（浪人）：竹中直人
- 山村長太夫（山村座座元）：平泉成
- やえ（お久美の母）：鈴木砂羽
- 弁当屋：徳井優
- 安度の女：佐藤仁美
- 船頭：木下ほうか
- 物知りお徳：紅萬子
- お久美（風車売り）：山田夏海
- 年増女（新五郎の女）：園英子
- 船着場の亭主：小谷浩三
- 娘道成寺白拍子：志賀山扇右
- 新井白石（政治家）：本田博太郎
- 奥山交竹院（医者）：火野正平
- 坪内能登守定鑑（中町奉行）：原田龍二
- 岡本平右衛門（御徒目付）：田口浩正
- 役人：小倉久寛
- 部屋子（蓮浄院付）：星野真里
- 快意（僧侶）：山田明郷
- 御坊主：かとうあつき
- 松ヶ枝（絵島付中臈）：小松みゆき
- 桜井（月光院付中臈）：岩倉沙織
- 徳川家継（第7代将軍）：澁谷武尊
- 家臣A：井之上淳
- 吟味与力：木谷邦臣
- 滝川（蓮浄院付上臈御年寄）：浅野ゆう子（友情出演）
- 蓮浄院（先代御側室）：松下由樹（友情出演）
- ナレーション：梶芽衣子
- 仙石丹波守久尚（江戸城大目付）：柳葉敏郎（特別出演）
- 奈良屋善右衛門（呉服問屋）：藤田まこと（特別出演）
- 秋元但馬守喬知（老中筆頭）：岸谷五朗（友情出演）
- 天英院（先代御正室）：高島礼子

## キャッチコピー
- 最悪の地獄
- 百鬼繚乱
- 大奥･･･そこは女の理想郷か?それとも牢獄か?

## スタッフ
- 監督：林徹
- 助監督：林稔充
- 脚本：浅野妙子
- 音楽：石田勝範
- 製作：亀山千広、坂上順
- 制作担当：山本吉應
- 企画：大多亮、清水賢治
- プロデューサー：小川泰、松崎薫、小柳憲子
- プロデュース：保原賢一郎、手塚治
- 演出補佐：山下智彦
- 撮影：江原祥二、浜名彰
- 照明：沢田敏夫
- 録音：日比和久
- 美術：吉田孝
- 編集：落合英之
- スクリプター：竹内美年子
- 配給：東映
- 製作会社：フジテレビジョン、東映、FNS27社、東映ビデオ

## 主題歌
- 倖田來未「運命」（Rhythm zone）
  - 作詞：倖田來未　作曲：日比野裕史　編曲：家原正樹

## 受賞歴
| 映画賞                 | 賞             | 対象       | 結果 | 出典  |
| ---------------------- | -------------- | ---------- | ---- | ----- |
| 第31回日本アカデミー賞 | 優秀主演女優賞 | 仲間由紀恵 | 受賞 | [ 2 ] |
| 第31回日本アカデミー賞 | 優秀美術賞     | 吉田孝     | 受賞 | [ 2 ] |

## 備考
- 本作品の生島新五郎は事件発覚後、磔刑が下され刑死しているが、史実では三宅島に流罪となっている。
- 映画の公開にあたって、関連のテレビ番組も製作・放送された。
  - 映画「大奥」メイキング
  - 映画「大奥」初日舞台挨拶
  - 男おばさん年末30分スペシャル 大奥特集

※ 上記詳細、及びその他関連については、大奥に関する作品の一覧の記事を参照。